# Olette
Olette település Franciaországban, Pyrénées-Orientales megyében. Lakosainak száma 337 fő (2022. január 1.). Olette Nohèdes, Jujols, Serdinya, Souanyas, Canaveilles, Oreilla és Sansa községekkel határos.

## Földrajz

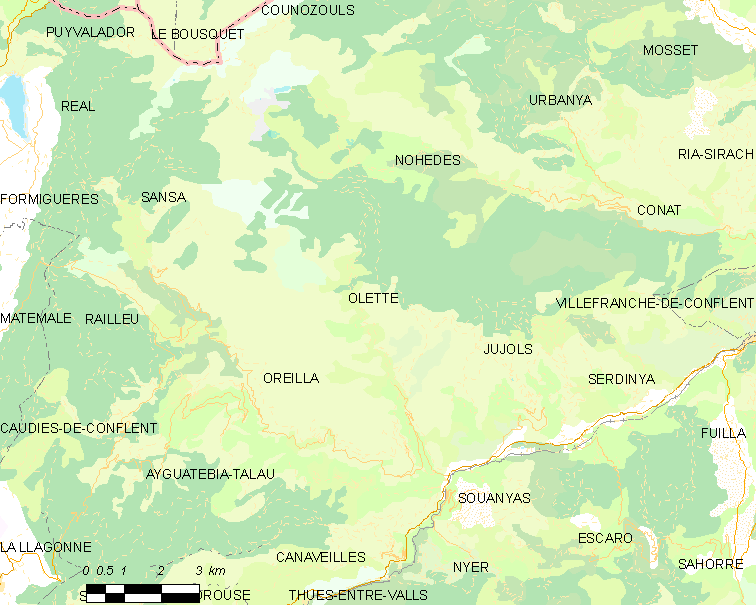
Olette és környéke

## Népesség
A település népességének változása:
| Lakosok száma | 388  | 376  | 374  | 364  | 357  | 351  | 347  | 342  | 337  |
|               | 2013 | 2015 | 2016 | 2017 | 2018 | 2019 | 2020 | 2021 | 2022 |